# ニューイングランド連合
ニューイングランド連合植民地（通称: ニューイングランド連合）は、1643年5月にマサチューセッツ湾、プリマス、セイブルック（コネチカット州）、ニューヘイブンのニューイングランド植民地で結成された短命の軍事同盟であった。その主な目的は、教会を支援するためピューリタンの植民地を団結させることと、ネイティブ・アメリカンやオランダのニューネーデルラント植民地から防御することであった。この同盟はインディアンのモヒガン族とナラガンセット族の間で起きた戦争をきっかけに結ばれたもので、植民地統一への長い道のりの最初の画期的出来事となった。憲章には逃亡した犯罪者や年季奉公人の返還が規定されており、植民地間の紛争を解決する場でもあった。実際のところ、いずれの目標も達成されなかった。
1654年、第一次英蘭戦争でマサチューセッツ州がニューネーデルラント遠征への参加を拒否したため連合は弱体化したが、1675年のフィリップ王戦争では地位を取り戻した。1680年代初頭に多数の植民地憲章が取り消された後、解散した。
ジョン・クィンシー・アダムズは連合創設200周年を迎えたマサチューセッツ歴史協会の会合でこう発言した:
ニューイングランド連合は40年に満たない寿命を全うする運命にあった。その歴史は、他の連合と同様、最も強力な党派が弱い党派を侵犯したり、全体で採択した結論を全ての別個の植民地が無視したりと、絶え間ない論争の記録を示している。しかし連合の主目的は達成された。

## 条約
ニューイングランド植民地は拡大・発展し、他のヨーロッパの植民地や周辺のインディアンの部族との接触も増えていった。したがって、ニューイングランド植民地の指導者は、植民地がニューイングランドの集団防衛を統合できるような同盟を求めていた。また、ニューイングランドの指導者は自分達がアメリカの植民地の中でも優れた存在であると思っており、自分達のピューリタンの価値観を守るため団結することを望んでいた。条約はニューイングランド植民地が生活様式や宗教を共有しているとして、国家として行動することを要求している。この同盟は植民地間および外国との永続的な防衛・連絡手段になることを意図していた。

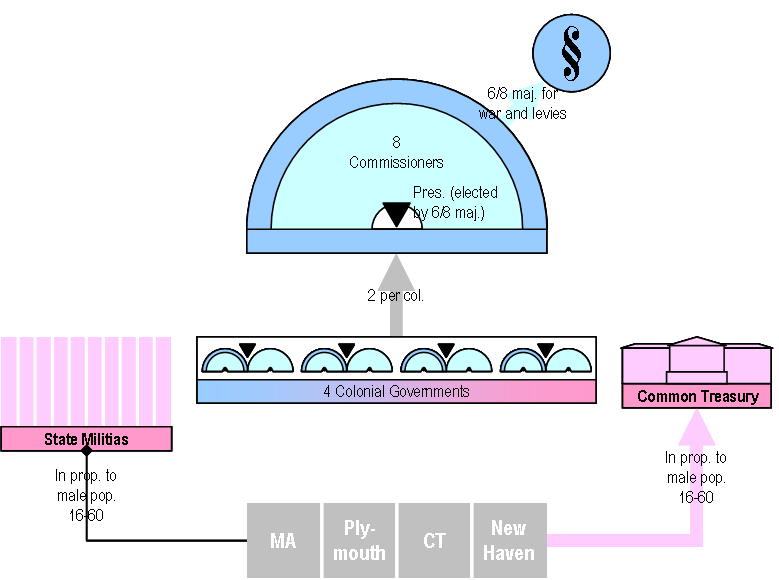
ニューイングランド連合植民地の連合規約（1643年）

同盟の概要を示す条約には、要約すると次のような条項が含まれていた:
- 植民地は相互に軍事的保証をした上で、友好的な同盟を結ぶべきである。この関係は植民地の異なる集団間の安全と福祉を確保し、ピューリタンの生活様式を維持するものである。
- ニューイングランド植民地は現在の領土を維持するべきである。管轄権は連合内の他の植民地に影響されず、変更する場合は他の植民地の同意を得なければならない。
- 戦争が起こった場合、連合の全ての植民地はお互いに結合される。つまり加盟している植民地は出来る限りの人員と物資を提供して戦争に貢献しなければならなかった。また、植民地には民兵として利用できる全ての男性の国勢調査を行う義務があった。16歳から60歳の全ての男性が兵役に就く資格があるとされた。軍事衝突による利益は連合の間で公正に分配されることになっていた。
- 連合のいずれかの植民地が攻撃を受けた場合、他の植民地は滞りなく救援に向かわなければならない。この援助は相対的に行われる。マサチューセッツ湾は100名の武装・提供された兵員を、その他の植民地は規模と人口に応じて45名以下の武装・提供された兵員を送ることが求められる。それ以上の兵員や物資が必要な場合は、連合委員がその措置を承認する必要がある。
- 各州から2名の委員が選ばれ、軍の管理を行うことになっていた。委員は年に一度、9月の第一木曜日に会合することになっており、開催場所は各植民地を巡ることになっていた。
- 委員は自分達の中から特別な権限を持たず、ただ行政的な役割を果たすだけの委員長を選ぶことになる。
- 委員は連合の一般的な福祉に役立つ法律や規範を起草する権限を持つ。これらの法律は、各州間の友好関係と連合の安全を確保するためのものである。また、脱走者や逃亡した年季奉公者の返還に関しても州間で協力することになっていた。
- どの加盟している植民地も、他の同意なしにはいかなる戦争や紛争行為も行ってはならなかった。これは小さい州が戦力の無い状態で戦争に参加させられるのを防ぐためである。開戦する場合は、8人の委員のうち6人の承認が必要である。
- 4人の委員は酌量すべき事情がある場合には行政上の決定を下すことが出来るが、いかなる決定も誓約された人員と資源の範囲内で行わなければならない。6人未満の委員の出席では、法案や賦課金に関する決定を下すことは出来ない。
- 連合のいずれかの州がこれらの条項に違反した場合、残りの州の委員が会合を開き、今後の行動を決定することになっていた。

マサチューセッツ州議会と、セイブルック植民地とニューヘイブン植民地の委員は、1643年5月19日にこの条約に合意した。プリマス植民地の地方集会は8月29日に同意した。

### 加盟した植民地
マサチューセッツ湾
- インクリース・ナウエル（英語版）、州議会大臣

セイブルック植民地
- ジョン・ヘインズ、委員
- エドワード・ホプキンス（英語版）、委員

ニューヘイブン植民地
- テオフィロス・イートン（英語版）、委員
- トーマス・グレッグソン、委員

プリマス植民地
- エドワード・ウィンズロー（英語版）、委員
- ウィリアム・コリアー（英語版）、委員[7]